# Nagahoribashi (métro d'Osaka)
Nagahoribashi (長堀橋駅, Nagahoribashi-eki) est une station du métro d'Osaka sur les lignes Sakaisuji et Nagahori Tsurumi-ryokuchi dans l'arrondissement de Chūō à Osaka.

## Situation sur le réseau
La station Nagahoribashi est située au point kilométrique (PK) 3,9 de la ligne Sakaisuji, entre les stations Sakaisuji-Hommachi et Nippombashi, et au PK 3,4 de la ligne Nagahori Tsurumi-ryokuchi, entre les stations Shinsaibashi et Matsuyamachi.

## Histoire
La station a été inaugurée le 6 décembre 1969 sur la ligne Sakaisuji. La ligne Nagahori Tsurumi-ryokuchi y arrive le 11 décembre 1996.

## Services aux voyageurs

### Accès et accueil
La station est ouverte tous les jours. La galerie souterraine Crysta Nagahori relie les gares de Nagahoribashi, Shinsaïbashi et Yotsubashi.

### Desserte
- Ligne Sakaisuji :
  - voie 1 : direction Tengachaya
  - voie 2 : direction Tenjinbashisuji 6-chome (interconnexion avec la ligne Hankyu Kyoto pour Kyoto-Kawaramachi ou la ligne Hankyu Senri pour Kita-senri)
- Ligne Nagahori Tsurumi-ryokuchi :
  - voie 1 : direction Kadoma-minami
  - voie 2 : direction Taisho

Installations et desserte
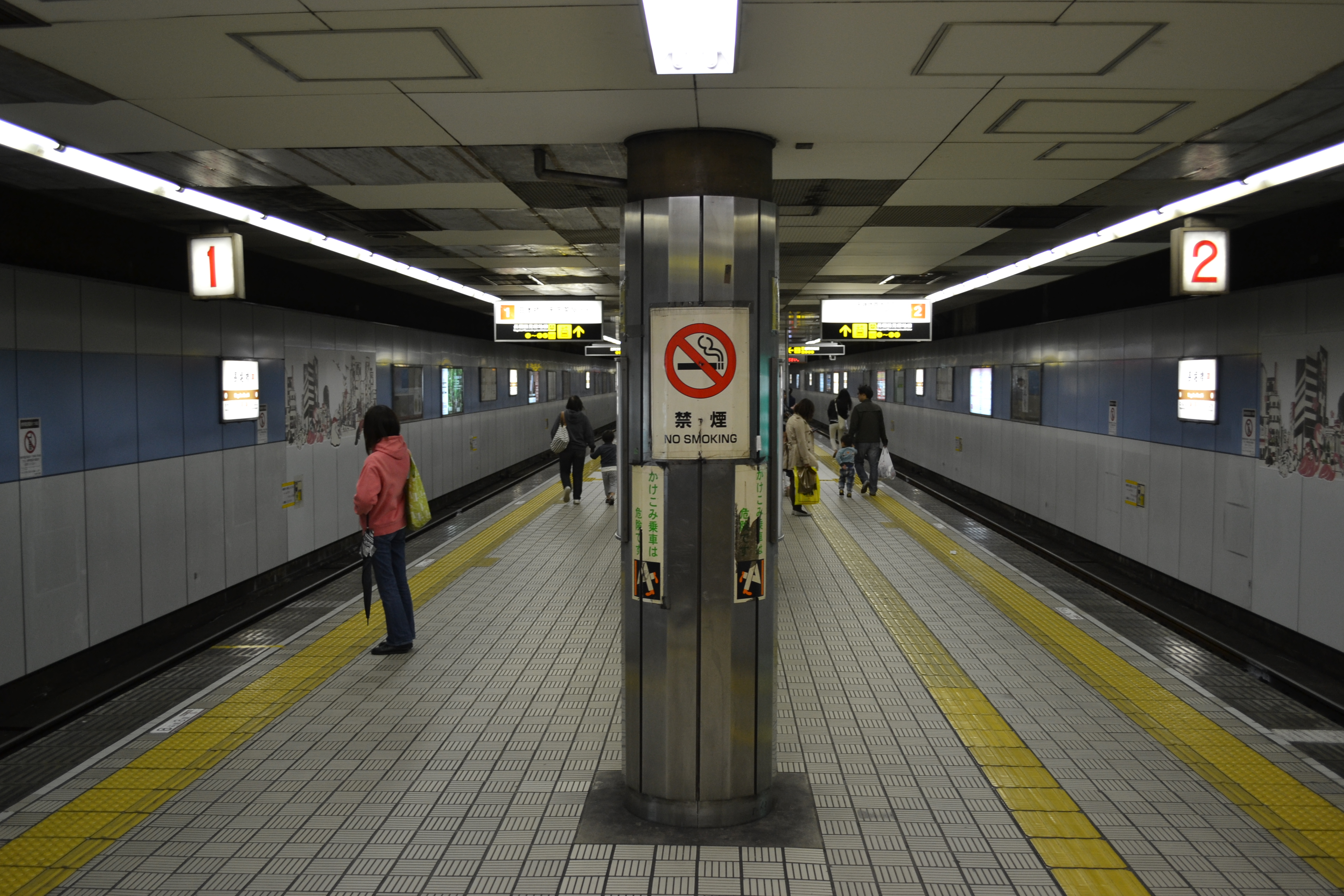
Quai de la ligne Sakaisuji
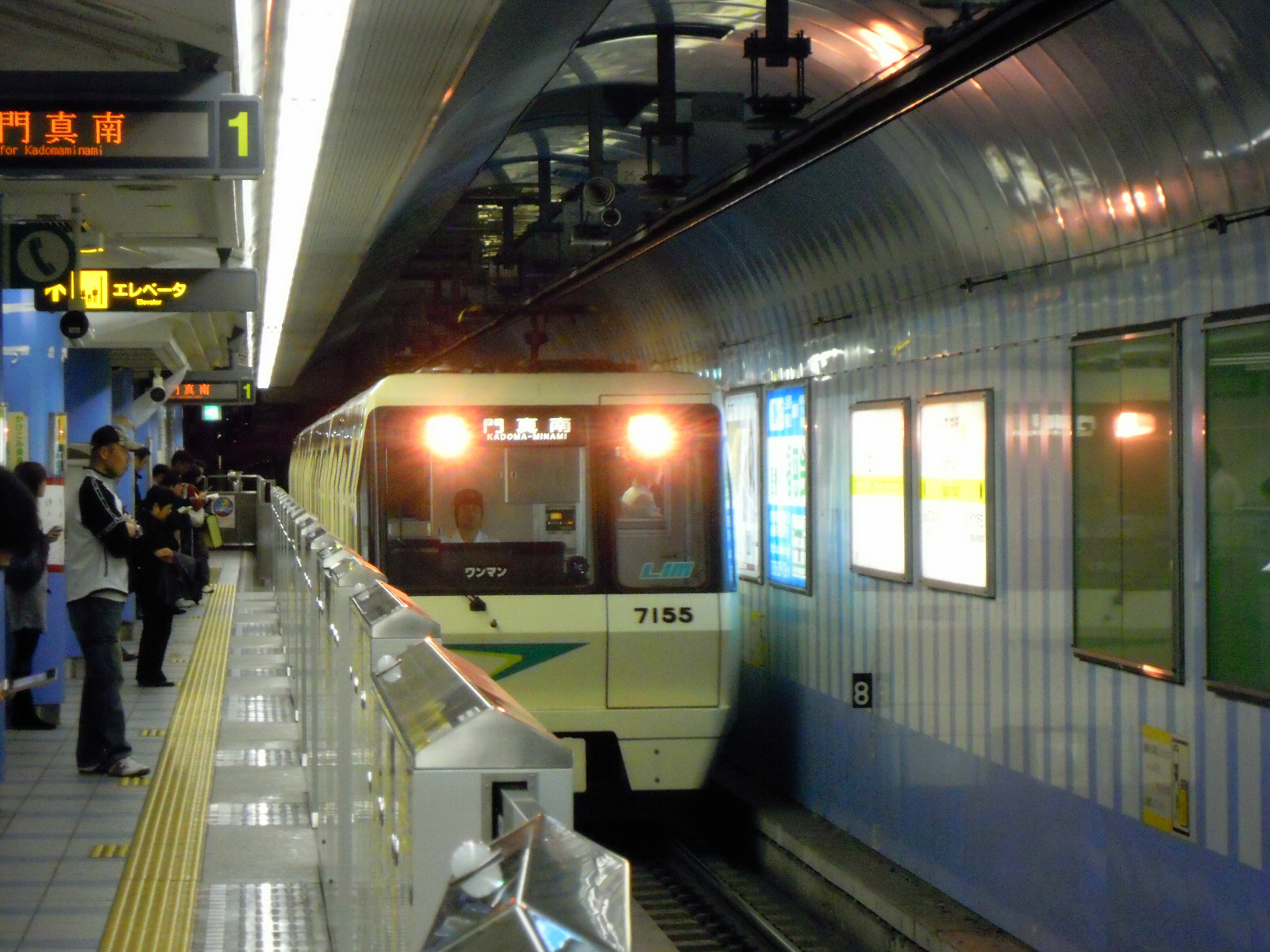
Quai de la ligne Nagahori Tsurumi-ryokuchi
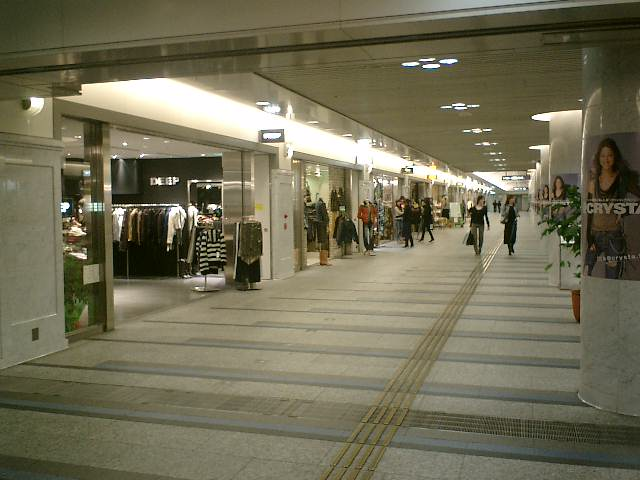
Galerie Crysta Nagahori